# Aéroport d'Asosa
Pour les articles homonymes, voir Asosa (homonymie).
L'aéroport d'Asosa (code IATA : ASO • code OACI : HASO) est situé dans la ville d'Asosa en Éthiopie. Doté d'une seule piste goudronnée, cet aéroport est notamment desservi par la compagnie Ethiopian Airlines.

## Situation
| \| 100 km1:14 593 000 \| Jimma Diré Dawa Addis-Abeba Mekele Arba Minch Asosa Aksoum Dar Kombolcha Gambela Gode Gondar Humera Jijiga Kebri Dahar Lalibela Robe Semera Shire |
| 100 km1:14 593 000 |

## Compagnie aérienne et destination
| Compagnies         | Destinations     |
| ------------------ | ---------------- |
| Ethiopian Airlines | Addis-Abeba Bole |

Edité le 17/11/2023